# Aleksandros Otoneos
Aleksandros Otoneos (gr. Αλέξανδρος Οθωναίος; ur. 1879 w Gythio, zm. 20 września 1970 w Atenach) – grecki wojskowy i polityk, premier Grecji w roku 1933.

## Życiorys

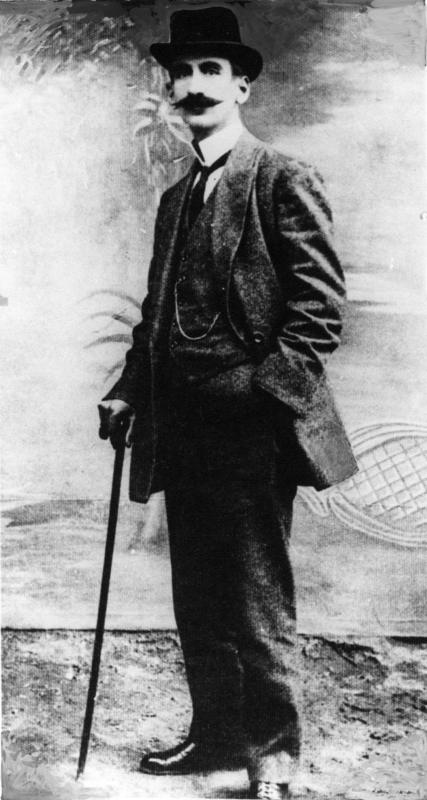
Aleksandros Otoneos jako kapitan Palmidis

Był synem urzędnika państwowego. W 1900 ukończył szkołę wojskową Ewelpidon, w stopniu podporucznika piechoty. W latach 1907-1909 brał udział w działaniach nieregularnych oddziałów greckich w Macedonii, używał wtedy pseudonimu Kapitan Palmidis. W 1909 poparł wystąpienie Związku Wojskowego, który dokonał zamachu stanu. W stopniu kapitana brał udział w wojnach bałkańskich, służąc w 5 pułku piechoty. W czasie I wojny światowej służył początkowo w sztabie 5 Korpusu, a następnie w stopniu podpułkownika dowodził 7 pułkiem piechoty, walczącym po stronie Ententy. Związany politycznie z Elefteriosem Wenizelosem, w 1918 objął stanowisko szefa sztabu armii greckiej. W 1919 uczestniczył w walkach z bolszewikami na Ukrainie, w składzie Greckiego Korpusu Ekspedycyjnego. W czasie wojny turecko-greckiej początkowo służył w sztabie, a następnie już w randze generała dowodził dywizją Kidonia.  w lipcu 1920 został ranny.
Wziął udział w przygotowaniach do wojskowego zamachu stanu. Przewodniczył Trybunałowi Wojskowemu, który skazał sześciu polityków i oficerów (obciążanych odpowiedzialnością za klęskę w Azji Mniejszej) na karę śmierci.
W latach 1925-1926 jako przeciwnik dyktatury Pangalosa pozostawał w stanie spoczynku. Ponownie powołany do służby w 1929, objął kierownictwo Generalnego Inspektoratu Armii, a także przewodniczył Radzie Wojskowej. W marcu 1933 objął na kilka dni funkcję premiera, ale po wyborach podał się do dymisji. W 1935 przeszedł do rezerwy. Powrócił ponownie do służby w listopadzie 1944, kiedy został mianowany przez premiera Jeorjosa Papandreu, głównodowodzącym armii. Zrezygnował z tej funkcji po trzech dniach.